# Kristján Jónsson (politico)
Kristján Jónsson (4 marzo 1852 – Reykjavík, 2 luglio 1926) è stato un politico, giurista e giudice islandese, Ministro-presidente dell'Islanda dal 14 marzo 1911 al 24 luglio 1912, durante il periodo dell'autogoverno islandese all'interno del Regno di Danimarca.

## Biografia
Laureatosi in legge all'Università di Copenaghen nel 1875, fu sýslumaður (traducibile come "sceriffo" o "commissario distrettuale") di Gullbringusýsla e Kjósarsýsla, entrambe contee nei pressi di Reykjavík.
Fu membro dell'Althing dal 1893 al 1905, per nomina dal re Cristiano IX, e nuovamente dal 1908 al 1913, questa volta eletto dal popolo. Durante il secondo mandato parlamentare, ebbe l'incarico di Ministro-presidente dell'Islanda dal 1911 al 1912.
Oltre alla carriera politica, fu membro della Corte suprema islandese dal 1886 al 1926, di cui fu Presidente dal 1908 al 1911 e dal 1912 al 1926.

## Vita privata
Il 22 ottobre 1880 sposò Anna Þórarinsdóttir (1852-1921), con cui ebbe otto figli.
Era il patrigno di Sigurður Eggerz, a sua volta Primo ministro dal 1914 al 1915 e dal 1922 al 1924.